# Sauveterre (Tarn)
Sauveterre – miejscowość i gmina we Francji, w regionie Oksytania, w departamencie Tarn.
Według danych na rok 2007 gminę zamieszkiwało 171 osób, a gęstość zaludnienia wynosiła niecałe 14 osób/km² (wśród 3020 gmin regionu Midi-Pireneje Sauveterre plasuje się na 911. miejscu pod względem liczby ludności, natomiast pod względem powierzchni na miejscu 907.).